# Gino e l'Alfetta
Gino e l'Alfetta è una canzone di Daniele Silvestri, terzo singolo estratto dall'album Il latitante, pubblicato nell'estate 2007. Il brano ha avuto una considerevole programmazione radiofonica ed ha fatto molto discutere di sé per via dell'argomento toccato.

## Descrizione
Il tema della canzone è, seppur trattato con molta leggerezza, l'omosessualità, come è intuibile dal ritornello del brano, vista dal punto di vista di un uomo che pur essendo sposato o comunque pur avendo una compagna ("Maria"), preferisce la compagnia di un uomo (il "Gino" del titolo), perché di lui "si fida un po' di più".
"Gino e l'Alfetta" è stato adottato come inno ufficiale del Gay Pride 2007 tenutosi a Roma.

## Il video
Il video di "Gino e l'Alfetta" è stato girato dal regista italiano Alex Infascelli, e vede protagonisti oltre a Silvestri, i due attori Valerio Mastandrea e Daniele Liotti. Mastandrea e Liotti sono due colleghi. I due sono poliziotti in borghese e fanno "servizio" su auto civetta (una Alfa Romeo Alfetta, per l'appunto). Mastandrea vive l'intimo, iniziale, disagio di chi si rende conto di avere attrazioni omosessuali. Nel suo caso proprio per il collega, con il quale condivide gran parte della giornata. L'Alfetta viene rubata da Silvestri. I due poliziotti lo rintracciano al Gay Pride di Roma, (vengono mostrate scene reali girate durante il Gay Pride 2007). Qui Mastandrea esterna la sua celata condizione, con un gesto banale ma significativo, sotto lo sguardo attonito di Liotti.

## Tracce
1. Gino e l'Alfetta;
2. Gino e l'Alfetta (video).

## Classifiche
| Classifica (2007) | Posizione massima |
| ----------------- | ----------------- |
| Italia            | 21                |